# Координационная группа по борьбе с терроризмом
Координационная группа по борьбе с терроризмом (фр. Unité de coordination de la lutte anti-terroriste, UCLAT) — спецслужба Франции, обеспечивающая координацию всех служб, участвующих в борьбе с терроризмом.
Создана 8 октября 1984 года, в её состав входят представители Национальной полиции Франции и жандармерии. UCLAT в настоящее время возглавляет дивизионный комиссар Луи Гарнье. UCLAT тесно сотрудничает с Центральной дирекцией внутренней разведки, Генеральным директоратом внешней безопасности, национальной жандармерией и таможенной службой.
UCLAT организует обмен информацией между оперативными подразделениями всех органов власти, гражданскими и военными службами, участвующими в борьбе с терроризмом, включая судебную полицию и тюремные администрации.
UCLAT отчитывается непосредственно перед Генеральным директором Национальной полиции Франции.
Штат UCLAT насчитывает около 80 сотрудников.